# Cegła Janoscha
Cegła Janoscha (inna nazwa: Cegła z Gazety) – coroczna nagroda przyznawana przez katowicką redakcję "Gazety Wyborczej" osobom, które przyczyniają się do zachowywania kulturowej tożsamości Górnego Śląska i rozsławiania regionu.
Jako nagrody wręczane są cegły, wykute w 2005 r. przez jednego z dziennikarzy redakcji z familoka przy ul. Piekarskiej w Zabrzu, w którym urodził się i wychował pisarz Janosch. Cegły wykuto na kilka tygodni przed wyburzeniem budynku, w związku z przedłużaniem Drogowej Trasy Średnicowej. Ówczesne władze Zabrza i województwa śląskiego nie zgadzały się by familok w jakikolwiek sposób zachować, jako pamiątkę po pisarzu.
Podczas wizyty na Śląsku w czerwcu 2005 roku Janosz podpisał cegły, na których wcześniej uczniowie Liceum Sztuk Plastycznych w Zabrzu Kończycach wymalowali scenki z jego bajek. Od 2006 r. śląski artysta Jerzy Becela cegły wkomponował w rzeźby ze szkła.
Nagroda jest przyznawana przez czytelników katowickiej Gazety Wyborczej, którzy głosują na osoby zaproponowane przez kapitułę. Jej skład zmienia się co roku, jej członkami byli m.in. Kazimierz Kutz, prof. Marek Szczepański, Ingmar Villqist oraz laureaci poprzednich edycji. Do 2012 wręczenie nagrody odbywało na początku grudnia w Katowicach na gali w kinoteatrze Rialto.
W 2013 Cegłę Janoscha wręczono na skromniejszej uroczystości w barze Sky Bar, znajdującym się na ostatnim piętrze katowickiego wieżowca Altus.
W 2014 nagrody nie przyznano. W grudniu 2015 galę i wręczenie nagrody znowu odbyło się w kinoteatrze Rialto. Jednocześnie ogłoszono wyniki plebiscytu na katowiczanina 150-lecia. Został nim dawny wojewoda katowicki Jerzy Ziętek.

## Laureaci
- 2005 – Ireneusz Dudek[8]
- 2006 – Artur Rojek[9]
- 2007 – Tomasz Konior[10]
- 2008 – Józef Skrzek[11]
- 2009 – Robert Konieczny[12]
- 2010 – Kazimierz Kutz[13]
- 2011 – prof. Marian Zembala[14]
- 2012 – Erwin Sówka[15]
- 2013 – Robert Talarczyk[16]
- 2015 – Angela Bajorek[17]
- 2016 – Miuosh [wł. Miłosz Paweł Borycki][18]
- 2017 – Grażyna Bułka[19]
- 2018 – Mirosław Neinert[20]